# John Stuchell Fisher

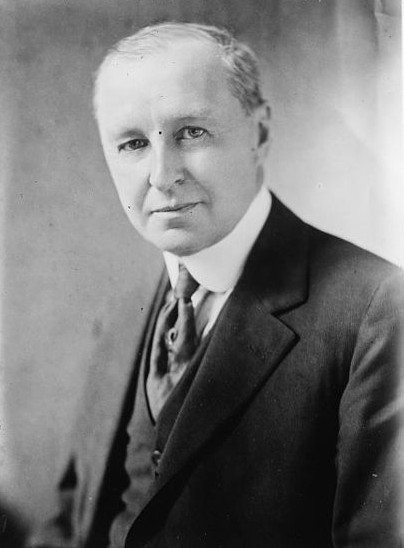
John Stuchell Fisher

John Stuchell Fisher (* 25. Mai 1867 im South Mahoning Township, Indiana County, Pennsylvania; † 25. Juni 1940 in Pittsburgh, Pennsylvania) war ein US-amerikanischer Politiker (Republikanische Partei) und von 1927 bis 1931 der 30. Gouverneur des Bundesstaates Pennsylvania.

## Frühe Jahre und politischer Aufstieg
John Fisher besuchte die Pennsylvania State Normal School. Danach wurde er selbst als Lehrer tätig. Nach einem Jurastudium wurde er im Jahr 1893 als Rechtsanwalt zugelassen und begann in seinem neuen Beruf zu praktizieren.
Zwischen 1901 und 1909 war Fisher Mitglied des Senats von Pennsylvania. Danach war er Mitglied einer Kommission zur Überarbeitung der Staatsverfassung von Pennsylvania. Zwischen 1919 und 1922 war er Beauftragter für das Bankwesen (Commissioner of Banking). Im Jahr 1927 wurde er als Nachfolger von Gifford Pinchot zum neuen Gouverneur seines Staates gewählt.

## Gouverneur von Pennsylvania
John Fisher trat sein neues Amt am 18. Januar 1927 an. In seiner vierjährigen Amtszeit legte er Wert auf eine vernünftige Haushaltsführung. Im Kampf gegen Wahlbetrug wurden in Pennsylvania Wahlmaschinen (Voting machines) eingesetzt. In Fishers Regierungszeit wurde mit dem Department of Revenue ein neues Ministerium geschaffen. Gouverneur Fisher ließ die Schulen im Staat verbessern, sowohl durch Verbesserungen im Bildungssystem als auch durch Mittel für Bau und Unterhalt von Schulgebäuden. Der Straßenausbau wurde weiter fortgesetzt und weitere Wälder wurden aufgeforstet.
Das letzte Jahr seiner Amtszeit wurde bereits von den Folgen der 1929 ausgebrochenen Weltwirtschaftskrise überschattet. Wie überall in den Vereinigten Staaten stieg die Arbeitslosigkeit an und es kam zu Bankzusammenbrüchen. Die Krise wurde erst in den Jahren nach seiner Amtszeit allmählich überwunden. Wegen einer Verfassungsklausel durfte er 1930 nicht für seine direkte Wiederwahl kandidieren. Daher schied er am 20. Januar 1931 aus seinem Amt aus. Fishers Nachfolger wurde sein Vorgänger Gifford Pinchot.
Nach dem Ende seiner Gouverneurszeit wurde Fisher Berater der Anwaltsfirma seines Sohnes. Er war außerdem Mitglied in einigen Aufsichtsräten von Schulen und Krankenhäusern. John Fisher starb im Juni 1940. Er war mit Hapsie Miller verheiratet, mit der er zwei Kinder hatte.